# Tatra T 815
Tatra 815 — семейство крупнотоннажных грузовиков чешской компании Tatra, запущенное в производство в 1983 году. Все грузовики семейства имеют традиционную для этого производителя хребтовую раму и независимую подвеску колёс. На грузовики этой серии устанавливают дизельные двигатели воздушного или жидкостного охлаждения мощностью 310—820 л. с. Изначально автомобиль разрабатывался для замены модели Tatra 813 и предназначался для работы в сложных дорожных условиях или на бездорожье, однако в настоящее время выпускаются и дорожные версии грузовика.

## История
Спроектированный для замены модели T 148, прототип T 157 был изготовлен в 1970 году. Следом, в 1970—1974 годах, были изготовлены ещё несколько прототипов, однако в серию ни один из них не пошёл: по причине протестов со стороны другого чешского производителя грузовиков — завода LIAZ, — которому госпланом ЧССР был поручен выпуск грузовиков схожего с T 157 класса, компания закрыла программу разработки этого грузовика и переключилась на производство более тяжёлой модели на замену автомобилям T 813 и T 148.
В 1989 году компания модернизировала модель T 815 и представила его новую модификацию T 815-2. В дальнейшем грузовик модернизировался в 1994 году, а всего через три года — в 1997 году — получил новую кабину Terr№1. Следующая модернизация была проведена в 2000 году. Среди всего прочего, грузовик получил новую приборную панель, крепление кабины, а также возможность установки дизеля жидкостного охлаждения — впервые за историю развития завода Tatra. После этого модернизация была проведена пять лет спустя — в 2005 году.
Из-за повышения требований к содержанию вредных веществ в выхлопе в 2003 году на заводе Tatra был разработан дизельный двигатель V8 T3C, соответствующий нормам Euro III — как и остальные двигатели этого автопроизводителя, новый дизель имеет воздушное охлаждение. Дальнейшим развитием этого двигателя стал дизель T3D, запущенный в производство в 2006 году. Он отвечает нормам SCR и Euro IV.
Вплоть до 1991 года продолжались массовые закупки грузовиков Tatra 815 в СССР. На поставляемых в СССР и Россию «Татрах» нередко устанавливали двигатели ЯМЗ. Также в ходе эксплуатации по России переделывали автомобили под двигатели КамАЗ с водяным охлаждением.

### Кругосветные путешествия
18 марта 1987 года Йиржи Штер, участник экспедиции в Ламбарене, отправился во главе экипажа из шести человек в кругосветное путешествие. Экспедиция стартовала 17 марта 1987 года со Староместской площади в Праге и финишировала 3 мая 1990 года. Участники преодолели расстояние в 75 000 километров и побывали в 67 странах. Транспортом им служил специально подготовленный грузовик Tatra 815 GTC (англ. Grand Tourist Caravan — «Большой фургон для путешествий»). Сейчас Tatra 815 GTC находится в музее «Татры» в Копршивнице.
Финиш той экспедиции пришёлся на время, когда в стране менялся политический строй, поэтому она не привлекла должного внимания, а отснятые участниками материалы затерялись в архиве и были показаны только 30 лет спустя, 1 февраля 2020 года. Последователи той экспедиции Петр Голечек и Марек Гавличек запланировали в 2020—2022 годах кругосветное путешествие на специально подготовленной «Татре 815» 4х4, оснащённой V-образным восьмицилиндровым дизелем, 24-скоростной коробкой передач и жилой надстройкой с кухней, душем, четырьмя спальными и 14 сидячими местами. Также предусмотрены дополнительные спальные места в палатках, устанавливаемых на крыше. Участники планируют преодолеть около 270 000 километров по Евразии, обеим Америкам и Африке и посетить более 60 стран. Экспедиция стартовала 22 февраля 2020 года из Праги, однако организаторы были вынуждены отклониться от первоначальных планов — в том числе из-за ограничений, связанных с пандемией COVID-19. 12 августа 2020 года экспедиция прибыла в Иран, затем участники собираются попасть в Азербайджан и Россию.

## Конструкция
Так же как и предшественники, Tatra 815 основана на хребтовой раме, представляющей из себя трубу достаточно большого диаметра, в которой размещена трансмиссия. Хребтовая рама имеет чрезвычайную жёсткость на кручение, что позволяет самосвалу разгружаться на площадках со значительным уклоном и даже передвигаться без одного из передних колёс. Благодаря модульной конструкции можно выпускать варианты шасси с колёсными формулами 4×4, 6×6, 8×8, 10×8, 10×10, 12×8 и 12×12.

### Шасси
К центральной балке хребтовой рамы крепятся силовой агрегат и качающиеся полуоси, снабжённые пыльниками, а внутри трубы проложен тонкий вал, передающий вращение от коробки передач к полуосям (двигатель же с коробкой передач соединён обычным карданным валом). Дифференциалы — цилиндрические, а шестерни полуосей — конические, со спиральным зубом. Правые качающиеся полуоси сдвинуты на 55 миллиметров относительно левых, и главная передача у каждой полуоси своя, чтобы обеспечить их независимое качание. Синхронизированная коробка передач имеет от 10 до 14 передач переднего и 2 передачи заднего хода и дополняется демультипликатором. Сцепление однодисковое, передний мост имеет отключаемый привод, предусмотрена электропневматическая блокировка межосевого и всех межколёсных дифференциалов. Задние оси имеют независимую комбинированную подвеску с использованием полуэллиптических рессор и пневмобаллонов; реактивных и толкающих штанг нет, так как всю нагрузку принимают кожухи полуосей. Передняя подвеска — торсионная. К недостаткам такой конструкции относится неравномерный износ шин, так как порожняя машина едет в основном на наружных колёсах задних мостов, а гружёная — на внутренних.

### Двигатель
Грузовики оснащали дизельными двигателями воздушного охлаждения разных моделей: десятицилиндровым V-образным Т3-929 объёмом 15,8 л и мощностью 285 л. с., восьмицилиндровым V-образным ТЗ-928 (12,7 л, 231 л. с.), двенадцатицилиндровыми V-образными ТЗ-930-30 (19 л, 320 л. с.) и ТЗ-930-53 (19 л, 360 л. с.). За воздушное охлаждение отвечает осевой вентилятор, установленный в передней части двигателя. Специальный дефлектор распределяет воздушный поток, чтобы он попадал не только на цилиндры, но и на два масляных радиатора двигателя. Для смазки используется система с сухим картером. Как и на «Татрах» более ранних моделей, головки блока цилиндров раздельные, а коленчатый вал — разборный, что облегчает ремонт. Двигатель оборудован двумя электростартёрами.

### Кабина
- Трёхместная стандартная кабина
- Заниженная версия кабины
- Кабина со спальным местом
- Сдвоенная кабина

На «815-е» устанавливали кабины разных типов, в зависимости от предназначения грузовика. Это либо обычная трёхместная кабина, либо кабина со спальным местом за сиденьями, либо сдвоенная четырёхдверная кабина, рассчитанная на 6 человек, либо заниженная кабина, устанавливаемая на шасси для автокранов. Сиденье водителя пневматическое, приборная панель выполнена из мягкого пластика. Кабина ранних версий оборудована отопителем Eberspächer мощностью 8 кВт, а на последних моделях устанавливали уже два отопителя: автономный топливный Webasto и рабочий — от системы смазки двигателя. За кабиной находится механизм её опрокидывания.

## Модификации
В семейство Tatra 815 входят многочисленные модификации, включая бортовые грузовики, самосвалы с односторонней и трёхсторонней разгрузкой, седельные, балластные и аэродромные тягачи, шасси для кранов, экскаваторов, цистерн, пожарных машин, и т. п.

### KATASI
В 1990-е годы существовало мелкосерийное производство грузовиков на шасси Tatra 815 с коробкой передач, двигателем и кабиной КамАЗ. Машинокомплекты отправляли из России в Словацкую компанию VAB-SIPOX (ранее входившую в состав компании Tatra и расположенную в городе Бановце-над-Бебравоу), где и производили их окончательную сборку. Грузовики производились под маркой KATASI (аббревиатура от названий КамАЗ, Tatra и VAB-SIPOX) и были рассчитаны на сбыт в Словакии и странах СНГ. Существовало всего две модификации: самосвал грузоподъёмностью 17 тонн и шасси под экскаватор-планировщик UDS 134. Самосвал уступал в грузоподъёмности, динамических качествах и комфорту кабины аналогичному грузовику Tatra, построенному на этой же раме, а стоимость KATASI получилась чересчур высокой для российского рынка того времени (на территории России было продано всего три грузовика), поэтому совместное производство вскоре закрыли. На момент 2008 года сохранилось всего несколько экземпляров, один из них — в России.

## В кинематографе
- Создатели фильма «Безумный Макс: дорога ярости» использовали шасси Tatra 815, чтобы построить грузовик, на котором главные герои передвигаются бо́льшую часть фильма. Грузовик оснастили самодельной кабиной в постапокалиптическом стиле и двигателем Deutz мощностью более 500 л. с[20][21].

## Галерея

### Двухосные грузовики
- Пожарный автомобиль на шасси Tatra 815
- Tatra 815 с буровой установкой
- Гоночная Tatra 815

### Трёхосные грузовики
- Автобетоносмеситель на шасси Tatra 815 первого поколения.
- Автокран на шасси Татра T 815 первого поколения.
- Tatra 815 GTC в музее «Татры»
- Tatra 815 с экскаватором-планировщиком UDS

### Четырёхосные грузовики
- Tatra 815 после фейслифтинга, 2010 год
- Tatra 815 армии ГДР
- Tatra 815 8x8 Liwa с краном-манипулятором
- Tatra 815 на Международной выставке по безопасности и противопожарной защите PYROS/ISET 2019